# حصان (جيولوجيا)

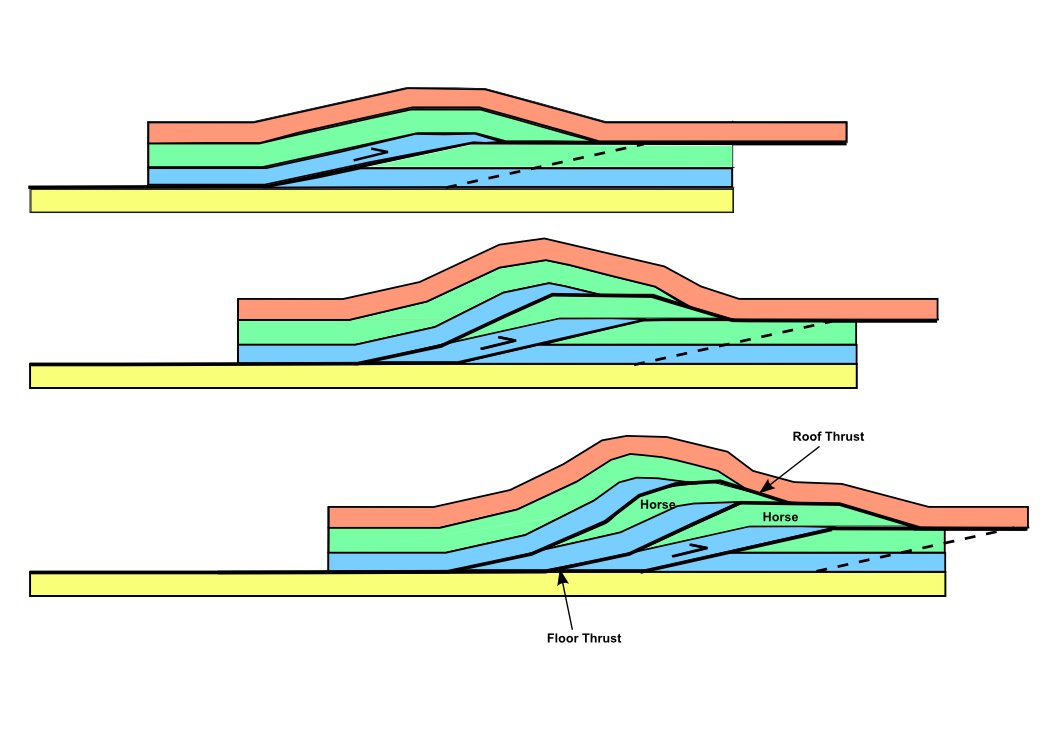
رسم تخطيطي يوضح تطور الأحصنة المقيدة بالدفع داخل اتجاه مزدوج

الحصان أو الفرس هو المصطلح التقني الجيولوجي المستخدم لأي كتلة صخرية مفصولة تمامًا عن الصخور المحيطة إما عن طريق العروق المعدنية أو مستويات الصدع. في التعدين، يشير المصطلح إلى كتلة من الصخور الريفية مغطاة بالكامل داخل عرق معدني. في الجيولوجيا البنيوية، استخدم المصطلح لأول مرة لوصف التشعبات ذات حدود الدفع الموجودة داخل فالق دفع. في الأدب لاحقًا، أصبح مصطلح عام لأي كتلة تحدها الفوالق بالكامل، ما إذا كان نوع التشوه الكلي بطبيعته انكماشيا أو توسعيًا أو انزلاقيًا.

## روابط خارجية
- "Horse. A miner's term" . New International Encyclopedia. 1905. {{استشهاد بموسوعة}}: يحتوي الاستشهاد على وسيط غير معروف وفارغs: |HIDE_PARAMETER15=، |HIDE_PARAMETER13=، |HIDE_PARAMETER2=، |HIDE_PARAMETER21=، |HIDE_PARAMETER32=، |HIDE_PARAMETER30=، |HIDE_PARAMETER29=، |HIDE_PARAMETER14=، |HIDE_PARAMETER17=، |HIDE_PARAMETER20=، |HIDE_PARAMETER5=، |HIDE_PARAMETER19=، |HIDE_PARAMETER26=، |HIDE_PARAMETER3=، |HIDE_PARAMETER16=، |HIDE_PARAMETER4=، |HIDE_PARAMETER10=، |HIDE_PARAMETER25=، |HIDE_PARAMETER33=، |HIDE_PARAMETER31=، |HIDE_PARAMETER18=، |HIDE_PARAMETER24=، |HIDE_PARAMETER22=، |HIDE_PARAMETER11=، |HIDE_PARAMETER1=، |HIDE_PARAMETER23=، |HIDE_PARAMETER28=، |HIDE_PARAMETER27=، و|HIDE_PARAMETER12= (مساعدة)